# أينو نيكوب كوسكي
أينو نيكوب كوسكي (مواليد 1950) هي قاتلة تسلسلية فنلندية. عملت كممرضة وأدينت بقتل خمسة مرضى ومحاولة قتل خمسة آخرين. ولم يتم تحديد الدافع وراء جرائم القتل. 

## الجرائم
بين عامي 2004 و 2009 عملت نيكوب كوسكي في عدد من المستشفيات ودور الرعاية ومنازل المرضى. وارتكبت بها العديد من جرائم القتل، فقتلت خمسة مرضى مسنين باستخدام المهدئات والأفيون. وألقي القبض عليها في مارس 2009. 
وحوكمت في محكمة دائرة هلسنكي في ديسمبر 2010 وأنكرت ارتكابها لتلك الجرائم، وقالت بأنها بريئة، لكن المحكمة أدانتها. وحُكم عليها بالسجن المؤبد (12 عامًا على الأقل قبل العفو المحتمل). وخلال تقييم الصحة العقلية، اكتشف الأطباء النفسيون أن نيكوب كوسكي مريضة نفسيا ولديها مرض اضطراب الشخصية المعادية للمجتمع، ولكن تم اعتبارها مسؤولة عن أفعالها.  وبناء على تلك النتيجة أيدت محكمة الاستئناف في هلسنكي الحكم في مارس 2012.  ورفضت المحكمة العليا لفنلندا طلبها بالاستئناف في نوفمبر 2012. 
وبعد إدانتها قامت بتغيير اسمها إلى آن ماريا ميلجرين.
وفي مايو 2020، تقدمت بطلب للإفراج المشروط لكن محكمة الاستئناف في هلسنكي رفضته. ثم طلبت إطلاق سراح مشروط في مارس 2021، بحجة بلوع الحد الأدني للحبس القانوني البالغ 12 عامًا. 

## أنظر أيضا
- كاترينا بانتيلا
- قائمة القتلة المتسلسلين حسب البلد